# Francisc, jonglerul lui Dumnezeu
Francisc, jonglerul lui Dumnezeu (în italiană Francesco, giullare di Dio) este un film despre Francisc de Assisi regizat în anul 1950 de Roberto Rossellini. Scenariul pentru acest film a fost scris de Rossellini împreună cu Federico Fellini.

## Distribuție
- Brother Nazario Gerardi - Sfântul Francisc de Assisi
- Brother Severino Pisacane - Brother Ginepro
- Esposito Bonaventura - Giovanni
- Aldo Fabrizi - Nicolaio, the tyrant
- Arabella Lemaître - Sfânta Clara de Assisi
- Brother Nazareno, Brother Raffaele and Brother Robert Sorrentino - Franciscans
- Gianfranco Bellini - povestitorul